# Таборский, Ян

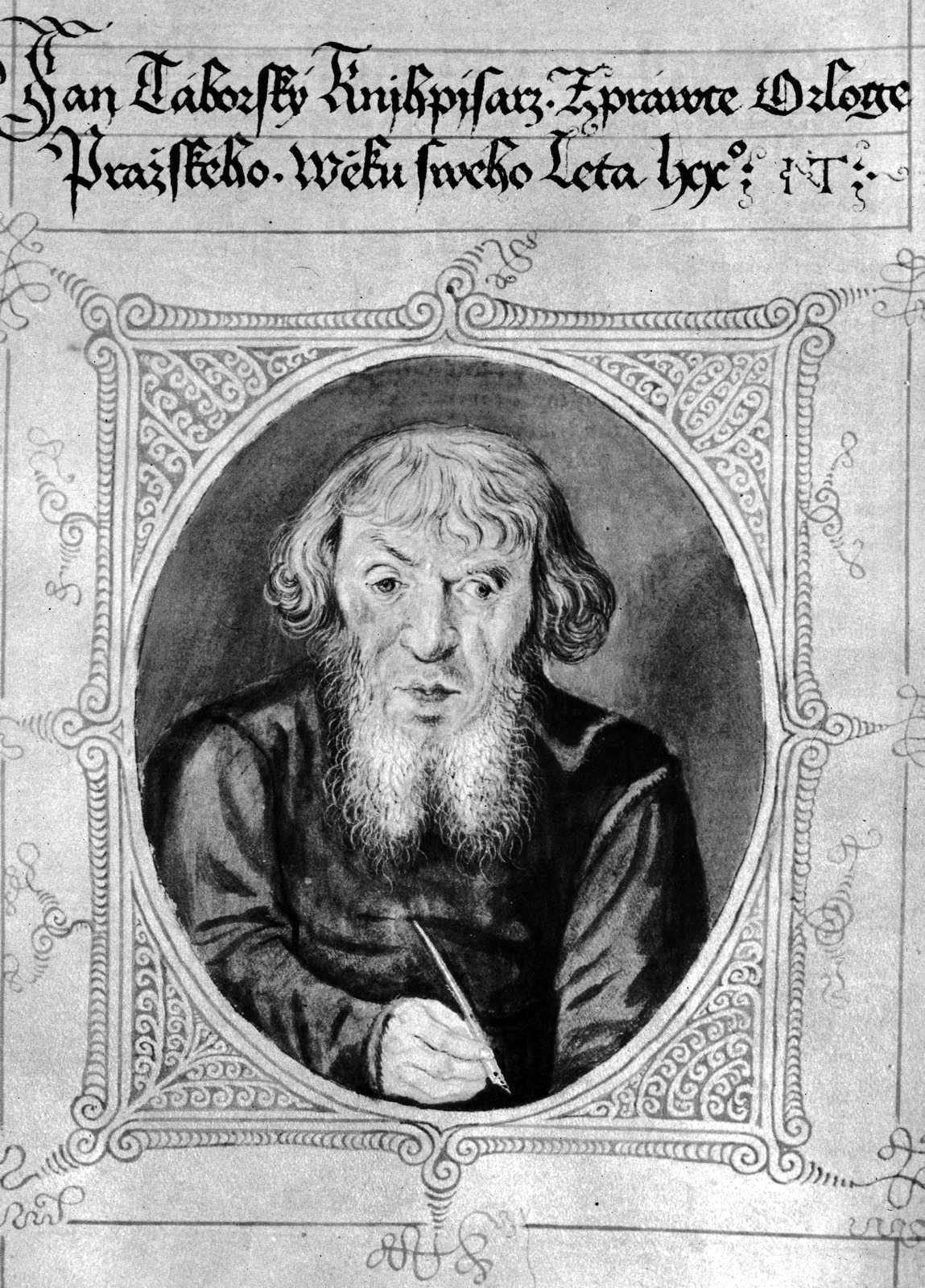

Ян Таборский (чеш. Jan Táborský z Klokotné Hory; около 1500 Клокоты — 1572, Прага) — чешский художник и инженер.
Был иллюстратором и, видимо, частично автором сборников протестантских песнопений, из которых наиболее известны «Лоунский градуал» и «Воднянский канционал» (по названиям городов Лоуны и Водняны). Кроме того, Ян Таборский в 1552—1572 годах полностью переделал механизм знаменитых часов на здании старой ратуши в Праге, и этот механизм в основе своей действует до сих пор.